# Bárczay Ferenc (országgyűlési képviselő)
Bárczay Ferenc, Bárczay Ferenc János József (Kassa, 1874. augusztus 30. – Budapest, 1954. augusztus 31.) magyar földbirtokos, huszárhadnagy, országgyűlési képviselő.

## Élete
Bárczay János Torna vármegyei főispán és Morovics Natália református szülők gyermekeként született. Középiskolát a szülővárosában végezte, majd huszár önkéntesnek állt. Kitűnő lovastiszt vált belőle, így elnyerte a lehetőséget, hogy részt vehessen a Ferenc József ötven éves császári jubileuma alkalmából Bécsben rendezett nagy hadsereg-akadályversenyen, sőt lovasbravúrjaival a császárdíjat – az uralkodó ezüst lovasszobrát – is elnyerte. Még mint hadnagy nősült meg, ami után visszavonult családja birtokaira, ahol gazdálkodásba fogott, és hamar bekapcsolódott a vármegyéje társadalmi és kulturális életébe, illetve országos hazafias mozgalmakba is.
A nemzeti ellenállás idején – feleségével együtt – 20 000 koronát ajánlott fel a tisztviselők kártalanítására, és jelentős összeggel járult hozzá a Petőfi család közös sírhelyre való elhelyezésének költségeihez. A gönci választókerület 1910-ben országgyűlési képviselővé választotta, pártonkívüli 67-es programmal. Az első világháború végéig volt képviselő. Közben, a háború kezdetekor újból bevonult és mint honvédhuszár századparancsnok, később pedig mint zászlóaljparancsnok teljesített szolgálatot. Katonai érdemeiért többször is kitüntették, Károly király pedig a koronázásakor aranysarkantyús vitézzé avatta.
1918 után egy időre visszavonult a közélettől és somogyszentmiklósi birtokán telepedett le, ahol tovább folytatta gazdálkodói működését. Később újból visszatért a megyei közéletbe – főleg a mezőgazdasági érdekek képviselete mentén –, 1935-ben pedig újból parlamenti képviselőnek választották, ezúttal a csurgói kerületben, a Nemzeti Egység Pártja (NEP) jelöltjeként. A pártjában az úgynevezett gazdacsoport vezetője volt, sőt Tasnádi Nagy András országos elnök lemondását követően ő léphetett a helyére.
Előbbi posztján – nagy rátermettséget mutatva – addig maradt, amíg a NEP 1939-ben meg nem szűnt, illetve át nem alakult a Magyar Élet Pártjává (MÉP), tagságát azonban az utódpártban is megtartotta, sőt országgyűlési mandátumát is megőrizhette az az évi választást követően is. A választáson a MÉP a Somogy vármegyei listáján indította, s onnan került vissza a törvényhozásba.
1946-ban vádat emeltek ellene, mert mint képviselő megszavazta az első és második zsidótörvényt, és a pártvezetői tevékenysége miatt. Első fokon egy év szabadságvesztésre ítélték, amit fellebbezése után két évre emeltek. 

## Elismerései
- 1939-ben Horthy Miklós kormányzó, érdemdús és sokirányú közérdekű tevékenységéért a  Magyar Érdemrend középkeresztje a csillaggal kitüntetésben részesítette.

## Magánélete
Első felesége Szathmáry Király Ida (1878–1963) volt, akivel 1899. október 9-én Boldván házasodott össze. Két fiuk született, János (1900) és István.  
Másodszor 1922. március 30-án, Cinkotán kötött házasságot, felesége Keglevich Ilona Antónia Mária (1885–1941) volt.